# Mohammed Al-Bakri
Mohammed Al-Bakri, né le 28 mars 1997 à Doha au Qatar, est un joueur de football international qatarien, qui évolue au poste de gardien de but.

## Biographie

### Carrière internationale
Il joue son premier match en équipe du Qatar le 23 août 2017, en amical contre le Turkménistan (victoire 2-1). Toutefois, cette rencontre n'est pas reconnue par la FIFA. Il reçoit finalement sa première sélection officielle le 24 mars 2018, en amical contre la Syrie (match nul 2-2).
En janvier 2019, il est retenu par le sélectionneur Félix Sánchez Bas afin de participer à la Coupe d'Asie des nations organisée aux Émirats arabes unis. Lors de cette compétition, il officie comme gardien remplaçant et ne joue pas un seul match. Le Qatar remporte le tournoi en battant le Japon en finale.

## Palmarès
- Vainqueur de la Coupe d'Asie des nations en 2019 avec l'équipe du Qatar